# Alexei Eryomin
Alexei Eryomin (em russo:  Алексей Львович Еремин)  (Baku, 27 de fevereiro de 1958) é um russo de médico, cientista, higienista, cuja investigação científica tem contribuído para a compreensão moderna da noogênese, definiu o conceito de ecologia da informação e informações higiene  .

## Pesquisas têm tido impacto em suas disciplinas acadêmicas, amplamente interpretadas

### Higiene da informação eecologia da informação
"Em 1995 Alexei Eryomin propôs  alocar a" higiene da informação " em uma seção especial da ciência"
- e, em seguida, estabeleceu 2005 uma nova disciplina científica , which was developed, , .
Em 1998 Eryomin A. L. propôs o conceito de "ecologia da informação" , o que é essencial, é amplamente aplicado e amplamente interpretado . 

"Ecologia da informação ─ é a ciência que estuda os padrões de influência de informação: a formação e o funcionamento inteligente de sistemas biológicos, incluindo o homem, as sociedades humanas e a humanidade em geral; a saúde como um estado mental, físico e bem-estar social. Ecologia da informação coloca-se a tarefa de desenvolvimento de métodos para melhorar o ambiente de informação e freqüentemente associado a informação de higiene." 
"A ideia de estender o papel funcional da informação em sistemas naturais para o estudo de sistemas humanos é ainda defendida por A. L. Eryomin ... é um modelo geral que pode fornecer uma ligação mais explícita entre como a informação funciona em sistemas naturais e sistemas humanos em um contexto evolutivo adaptativo" .
Em pesquisas  "Eryomin A. L. mostrou um impacto negativo no período 1991-2000 o ambiente da informação sobre a saúde mental da população da Rússia" .
Graças à condução de sua própria pesquisa, a contribuição de Eryomin para o desenvolvimento da direção científica da "ecologia da informação" é agora levada em conta pelos cientistas China , , ,
Finlandia , Polonio , Canada  et al refere - se ao seu artigo de base inicial.

### Noogêneseo conceito moderno
Em 2005, Alexey Eryomin na monografia Nooogénesis e a Teoria de Inteligência propôs um novo conceito: "Noogênesis é o processo desenvolvimento de sistemas intelectuais e de implantação dos mesmos no espaço ao longo do tempo." Noogênesis é uma combinação de transformações regulares, inter-relacionadas, caracterizada por uma certa seqüência temporal de estruturas e funções de toda a hierarquia e o conjunto de estruturas e processos que são relativamente básicos e naturais e se relacionam de forma integrada, caracterizada por uma sequência de tempo definido.  Essa formulação apareceu em uma monografia sobre o estudo Noogênesis, que propõe os conceitos de "sistemas intelectuais” graças a isto, "o conceito de noogênese" é ativamente introduzido no uso científico como o conceito da evolução dos sistemas intelectuais"; "logística da informação", "energia intelectual", aceleração, força e potencial integrados ao teoria do intelecto.  Os parâmetros biofísicos da energia intelectual são identificados, como O volume de informação, a quantidade de aceleração (frequência, velocidade) e a distância de sua transmissão",  "foi proposta uma analogia entre o cérebro humano, composto de um grande número de neurônios que trabalham simultaneamente e uma comunidade humana que é composto de pessoas".

### As leis da evolução da mente

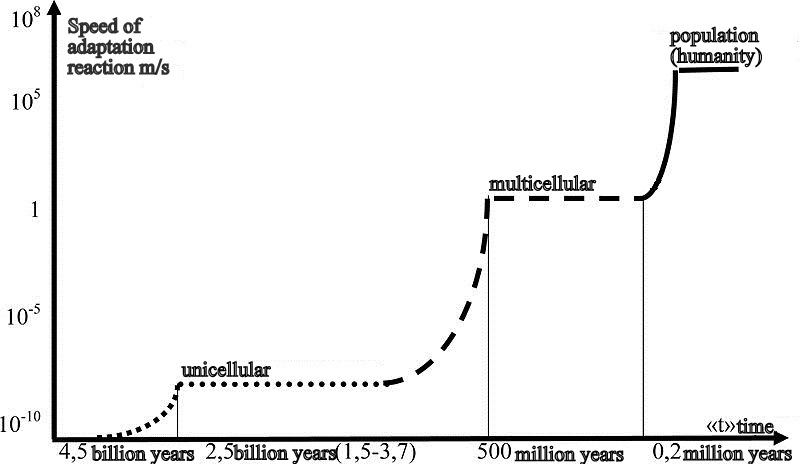
Noogênese: Evolução da velocidade da reação
Organismo unicelular: a velocidade dos íons através da membrana de um organismo unicelular é ~ 10 quando -10 graus metros por segundo, água através da membrana ~ 10 quando -6 graus por segundo, intracelular (citoplasma) ~ 2-10 a -5 graus por segundo; sangue nos vasos de um organismo multicelular ~ 0,05 metros por segundo, impulso nas fibras nervosas ~ 100 metros por segundo; comunicações sonoras (voz, áudio) de uma população de múltiplos organismos (humanidade) ~ 300 metros por segundo, ligações quântico-eletrônicas dentro de uma população ~ 3 × 10 a 8 graus por segundo (velocidade de ondas de radio-eletromagnética, corrente elétrica, luz, vídeo, opto-telecomunicações).

A lei de aumento de velocidade de adaptação  
A velocidade de adaptação, reflexão, movimento, troca de matéria e informação aumenta a cada novo nível de evolução e organização dos sistemas biológicos, enquanto a adaptabilidade (do organismo, da população) melhora com aumento na velocidade de resposta (incluindo a velocidade de comunicação entre os componentes do intelecto) para mudanças no ambiente.

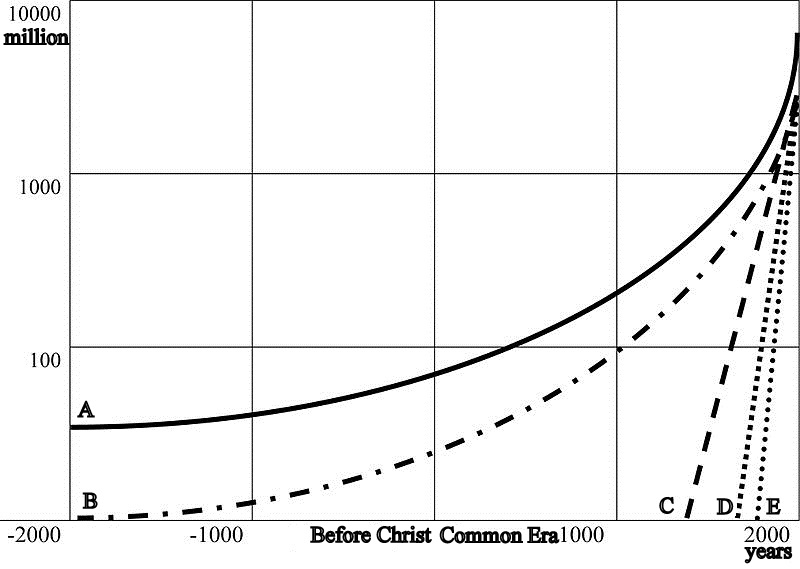
O desenvolvimento de conexões, interações de informações dentro da população de H. sapiens
A – a população da Terra de 7 mil milhões;
B – número de pessoas alfabetizadas;
C – o número de leitores de livros (com a fonte);
D – número de receptores (rádio, tv);
E – número de telefones, computadores, usuários de Internet.

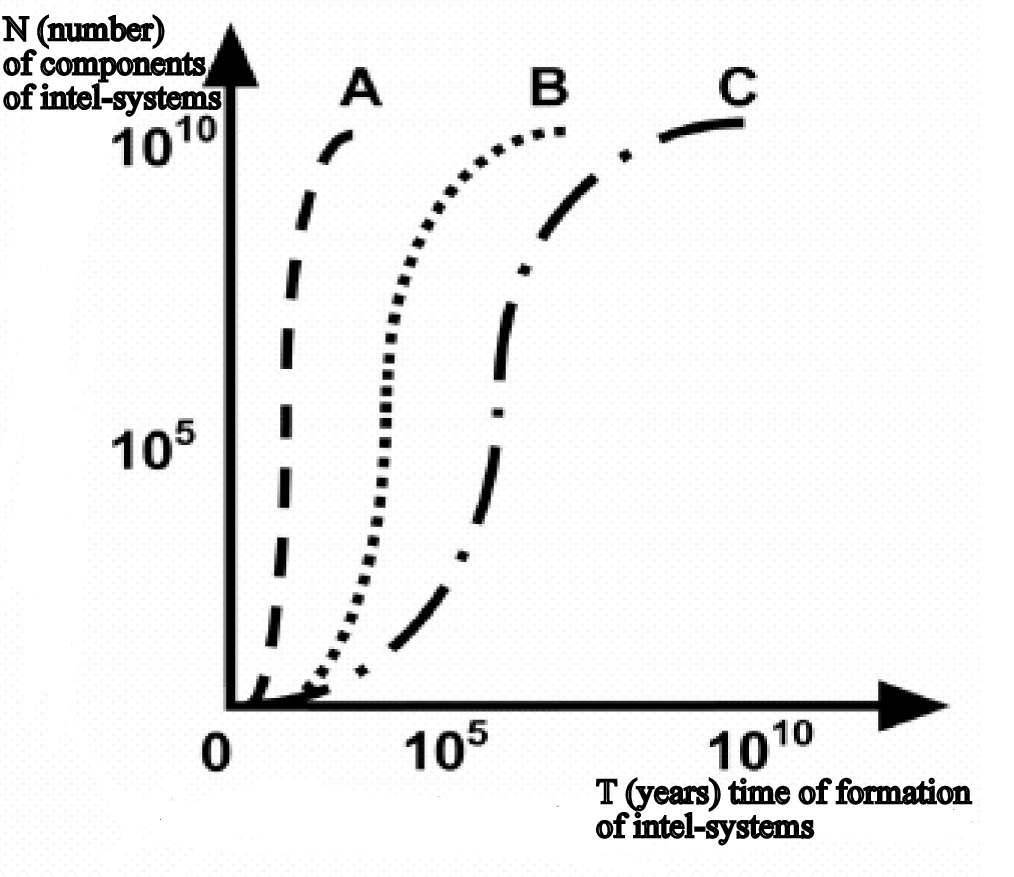
Repetição de evolução e realização de um número crítico de componentes por intelsistemas
A - o número de neurônios com o desenvolvimento individual (ontogénese) do sistema de inteligência do cérebro,
B - número de pessoas na população mundial,
C - o número de neurônios no desenvolvimento histórico (filogénese) do sistema nervoso dos organismos.

A lei do número crítico de componentes intelectuais
Os sistemas intelectuais podem ser formados quando as quantidades críticas de seus componentes intelectuais e as comunicações entre eles são alcançadas. Quando o número de componentes intelectuais atinge n ≥ 1 bilhão, o fenômeno da não-revolução pode ser encontrado: transição do desenvolvimento quantitativo do sistema de informação para um sistema intelectual autônomo qualitativamente novo.
A noogênese no desenvolvimento individual (ontogênese) do cérebro humano origina de 1 a 2 células embrionárias primárias, que aumentam em quantidade durante a fragmentação e divisão em estágios de mórula - blástula - gástrula e que formam o correspondente lobo embrionário e sua diferenciação. O sistema nervoso do embrião está se formando. No momento do nascimento, o volume do cérebro fetal humano atinge 375 cm3 de acordo com alguns dados e 1300 cm3 a 10 anos de vida. A maturação morfofuncional das estruturas cerebrais se encerram aos 13 anos, e a evolução morfofuncional final refere-se aos 16-17 anos de idade. 
Segundo dados modernos, no cérebro do H.sapiens no processo de ontogênese e filogênese de um adulto humano existem 86 bilhões de neurônios.  
- Noogênese (segundo a hipótese de Vladimir Vernadsky, "aspiração à noosfera") do desenvolvimento humano. No processo de evolução, o número de homens aumenta de dois primogênitos para cerca de 70 milhões de pessoas (século XX a.C.), cerca de 300 milhões (no início do século I), cerca de mil milhões (em 30 anos do século XX d.C.), 6000 milhões no final do século XX. De acordo com os modelos matemáticos de S.P. Kapitsa (1998), a quantidade de humanidade pode chegar a 12,5-14 bilhões nos séculos XXI-XXII. 
O sistema intelectual (SI) é um conjunto de estruturas relativamente elementares e processos interativos, unidos em um todo pela realização de toda a função do intelecto, irredutíveis à função de seus componentes. Sinais do SI: interação com o ambiente e outros sistemas como um todo, consistindo de uma hierarquia de subsistema de nível inferior. 
Portanto, "uma nova interpretação do termo científico noogênese" é proposta como o surgimento e desenvolvimento evolucionário da inteligência. Por analogia com a lei biogenética básica, propomos a hipótese da lei básica da evolução da humanidade, que descreve a conexão entre a evolução do cérebro humano e o desenvolvimento da humanidade. O número dos principais "componentes" que compõem o cérebro humano e o número dos "componentes" da humanidade (pessoas) tornam-se aproximadamente iguais. Você pode comparar todas as pessoas que vivem na Terra com uma célula nervosa desagregada do cérebro. O intelecto do mundo pode ser um análogo do cérebro humano. Os bilhões de pessoas que vivem hoje no planeta são, sem dúvida, herdeiros do rico patrimônio cultural, industrial, social e intelectual do mundo, guardiões genéticos da "memória viva de trabalho" do sistema intelectual global. Prevê-se que a humanidade se esforce por um sistema único de informação e intelecto fechado no nível organizacional. A superinteligência pode ser realizada na forma do Intelecto Global no planeta Terra. A descoberta, a busca e investigação adicional no século XXI da fórmula do intelecto e os fundamentos matemáticos da mente, a conversão do "intelectual" no plano da fisiologia e da física matemática poderiam ajudar a entender as ideias mais elevadas e as regularidades profundas do mundo que nos rodeia. E a busca de paralelos entre a formação do homem e a humanidade deve necessariamente continuar: isso pode criar uma base para a confiança de que o intelecto da humanidade enfrentará os problemas mais inesperados e por vezes perigosos que surgem no curso de seu desenvolvimento”. 
A lei noogenética 
Na evolução do sistema intelectual da humanidade, propõe que certas características de filogenia (evolução) do cérebro se manifestam em uma breve repetição e outras em uma longa repetição, onde algumas características da ontogênese (desenvolvimento individual) do cérebro humano são manifestados. As características recorrentes são: aumento no número de componentes, velocidade e volumes de troca de informações (e também de memória), diferenciação, especialização de parcelas, etc. Iteração intelectual (do latim iteratio-repetição) é uma repetição da ação - a formação da função intelectual numa série física de um tamanho (intelecto humanos); e é uma repetição do fenômeno - o surgimento de sistemas intelectuais com uma maior dimensionalidade na hierarquia da matéria (um neurônio - um cérebro - humanidade). As formas de matéria inteligente que se desenvolvem no espaço de quatro dimensões têm dimensões determináveis. 
Educação, Qualificacao
- Graduou-se na Universidade de Medicina do Noroeste do Estado em homenagem a I. I. Mechnikov em 1981.
- Defendida no Instituto de higiene do trabalho e Doenças Ocupacionais da Academia de Ciências Médicas da URSS tese de Doutorado "Estimation of Developing Emotional Stress" em 1990.
- Defendida no instituto de Investigação de medicina do trabalho, da Academia de Ciências da Rússia, sua tese de doutorado "o Problema fisiologista-higiênico avaliação de carregamento de informação para a otimização do trabalho intelectual" [28]